# Баумгартен (Варнов)
Баумгартен (нем. Baumgarten) — община в Германии, в земле Мекленбург-Передняя Померания.
Входит в состав района Гюстров. Подчиняется управлению Бютцов Ланд. Население составляет 909 человек (2009); в 2003 г. — 974. Занимает площадь 38,80 км².